# Alfred Marshall
Pour les articles homonymes, voir Marshall.
Alfred Marshall, né le 26 juillet 1842 à Bermondsey (Grand Londres) et mort le 13 juillet 1924 à Cambridge, est un économiste britannique, considéré comme l'un des pères fondateurs de l'école néoclassique, qui est l'un des courants de pensée dominants actuellement en économie, et l'un des économistes les plus influents de son époque.

## Biographie
Il est né à Bermondsey (Londres). Son père était caissier à la Banque d'Angleterre. Il suit d'abord des études scientifiques en mathématiques et en physique avant de s'intéresser à la philosophie et à la théologie.
Plutôt radical au début de sa carrière, il adhère au libéralisme à la suite d'un voyage aux États-Unis, tout en intégrant une certaine morale dans ses propos : « L'économiste, comme tout autre doit se préoccuper des fins dernières de l'homme »[réf. nécessaire].
Après avoir enseigné à Oxford et à Bristol, il poursuivit sa carrière de professeur à Cambridge où il occupa la chaire d'économie politique de 1885 à 1908. Il eut pour élève John Maynard Keynes qui deviendra son principal critique et Arthur Pigou. Il meurt à Cambridge le 13 juillet 1924.
En 1877, il épouse Mary Paley, économiste avec qui il écrit The Economics of Industry  (1879).

## Son œuvre
Son livre Principes d'économie politique (1890) a rassemblé les théories de l'offre et la demande (qu'il a repris d'Antoine-Augustin Cournot et a étoffé), d'utilité marginale et des coûts de production dans une logique cohérente. Celui-ci est devenu le manuel économique dominant au Royaume-Uni pendant une longue période.

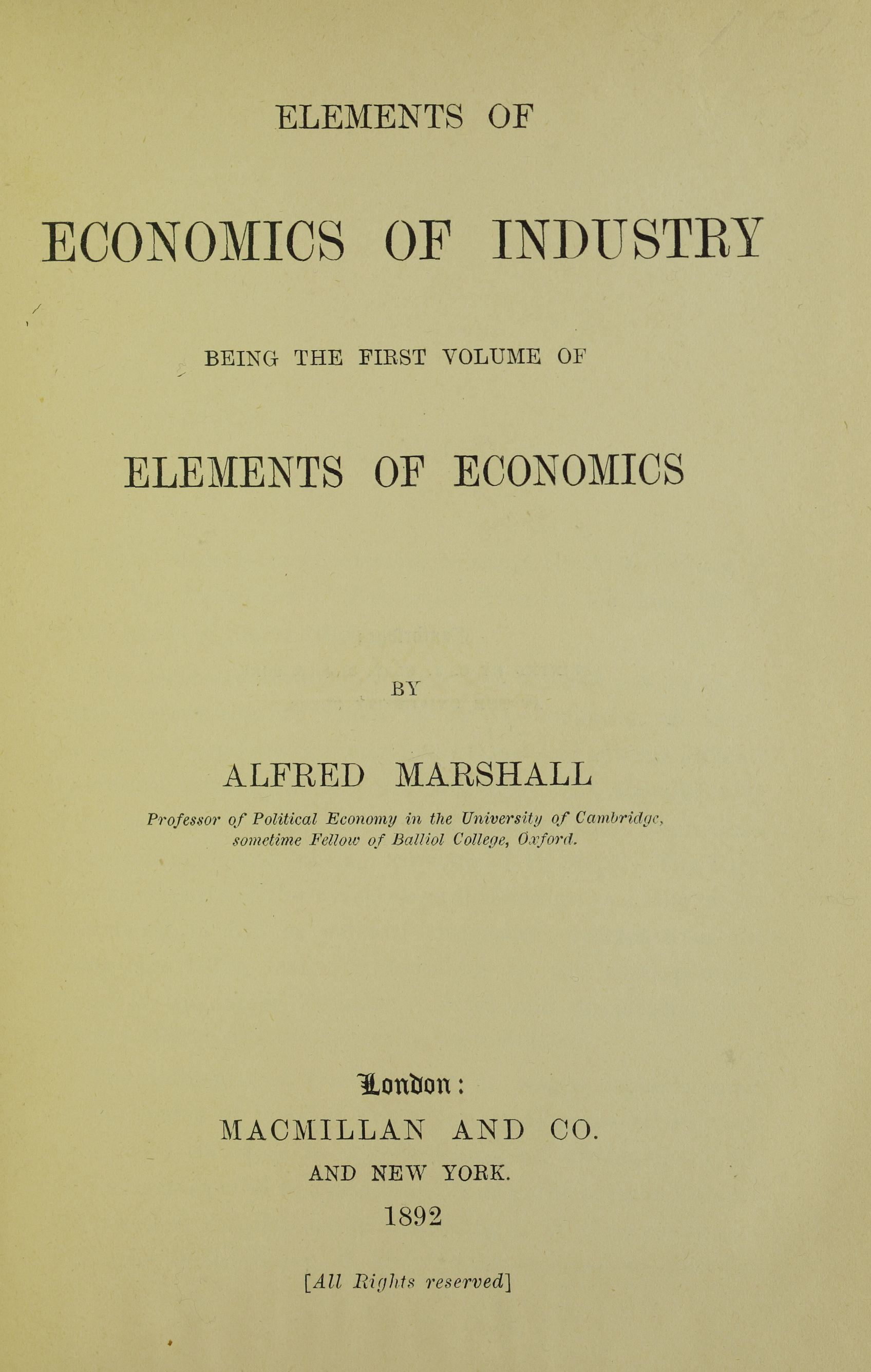
Elements of economics of industry, 1892.

Il a également publié Industry and Trade en 1919 et Money, Credit and Commerce en 1924.

### La question de la valeur
La question de la valeur économique est une question qui occupait les théoriciens depuis très longtemps, puisque dès le Ve siècle, saint Augustin s'interrogeait sur la notion de juste prix.
Avant Marshall, les deux grandes théories de la valeur étaient celles : 
- des économistes classiques britanniques qui privilégiaient une approche macro-économique, avaient analysé les phénomènes de production et avaient mis en avant la « valeur-travail », avec :
  - Adam Smith, pour qui le prix d'un bien dépend de la rémunération du travail fourni par l'ouvrier qui le fabrique,
  - David Ricardo, qui avait affiné cette analyse en développant la notion de travail incorporé, qui englobait non seulement le travail de l'ouvrier, mais également le travail nécessaire pour produire les machines et les outils qu'il utilise ;
- de Léon Walras, plus novatrice, et de l'école marginaliste qui initiaient une approche micro-économique et se plaçaient résolument au niveau des consommateurs en parlant de « valeur-utilité », car pour eux seule comptait la satisfaction du consommateur, le prix du bien dépendant de son degré d'utilité :
  - Si un bien (ou un service) est rare mais jugé très utile par les consommateurs, ceux-ci sont prêts à acquitter un prix élevé, mais ce degré d'utilité décroît au fur et à mesure que le degré de satisfaction du consommateur augmente ;
  - Parallèlement, le prix qu'un consommateur est prêt à payer baisse au fur et à mesure que son besoin est satisfait, ce qui signifie que quand un bien est produit en plus grandes quantités, ou quand un service est accessible au plus grand nombre, l'individu y attache de moins en moins d'importance et est de moins en moins prêt à payer le prix fort.

Ce sont ces deux théories en apparence opposées et inconciliables qu'il a réussi à fondre en une synthèse, car ces deux approches ne sont contradictoires qu'en apparence, et elles sont en fait complémentaires :
- Les classiques proposent une analyse objective de la valeur en se fondant sur les coûts de production ;
- Les marginalistes privilégient une approche plus subjective en mettant l'accent sur les goûts et les besoins des individus.

Pour Alfred Marshall, le prix d'un bien dépend du coût des facteurs de production et de la valeur que le consommateur est prêt à lui accorder, et il ne faut pas privilégier une approche plutôt qu'une autre. Pour résoudre ce dilemme, il a introduit la notion de temps dans l'analyse des mécanismes économiques :
- À court terme, l'utilité l'emporte dans le phénomène de fixation du prix, par la recherche de l'équilibre entre l'offre et la demande, lequel s'établit à un prix qui exprime la « valeur-utilité ». Lors de l'introduction d'un produit sur le marché, l'entreprise adapte ses prix en fonction de la demande.
- Mais, sur le long terme, les coûts de production deviennent déterminants, car l'entreprise est obligée d'en tenir compte, et un prix d'équilibre qui se situe entre ce que le marché est prêt à payer au maximum et le prix auquel l'entreprise doit vendre son produit au minimum, va correspondre au « prix naturel » tel qu'il a été défini par les économistes classiques en se fondant sur la valeur-travail.

Les critiques avaient souligné que le concept d'utilité n'était guère opérationnel en entreprise, beaucoup moins que celui de la « valeur-travail », car la satisfaction du consommateur était difficile à mesurer. Mais, selon Alfred Marshall, ce n'est pas parce que les outils d'analyse n'existent pas qu'il faut faire l'impasse sur la « valeur-utilité », car dans la réalité une entreprise ne se lance pas dans la production d'un bien, si elle ne pense pas raisonnablement qu'il ne trouvera pas preneur, soit parce qu'il est trop cher, soit parce qu'il ne correspond pas à un besoin exprimé ou latent.

### L'équilibre partiel d'Alfred Marshall
Alfred Marshall a repris les théories marginalistes et néo-classiques, mais s'est opposé à l'approche de Léon Walras : Celle-ci est plus empirique et défend l'idée d'équilibre partiel et non général.
Pour lui, lorsqu'un marché est équilibré, on n'a pas forcément l'équilibre dans tous les marchés.

### La loi des rendements non proportionnels
Alfred Marshall a aussi travaillé sur deux aspects contradictoires des travaux d'Adam Smith et de David Ricardo :
- Smith avait montré que la productivité d'une entreprise augmente grâce à la division du travail, c'était la spécialisation (qui permet ce qu'on appellera les économies d'échelle[5]).
- De son côté, Ricardo, en examinant le cas particulier de l'agriculture, avait mis en évidence le fait que les meilleures terres sont cultivées en priorité, mais la population augmentant, il faut défricher de nouvelles terres dont la productivité est moindre. La nature impose donc des limites à l'activité humaine, c'est la « loi des rendements décroissants » (énoncée pour la première fois par Turgot).

Marshall, cherchait à construire un modèle théorique applicable à un champ d'application général, il ne pouvait donc se satisfaire de lois assorties d'exceptions ou de lois ne s'appliquant qu'à des cas particuliers. Pour lui une entreprise est soumise simultanément à ces deux lois : elle cherche à améliorer sa productivité par une meilleure organisation du travail, mais se heurte aux limites du monde physique ou de ses ouvriers. Ses rendements sont d'abord croissants, puis décroissants : c'est la « loi des rendements non proportionnels ».

### L'interventionnisme de l'État
Alfred Marshall s'est aussi penché sur la question de savoir comment une subvention ou un impôt pouvait influer sur le degré de satisfaction des consommateurs.
À l'encontre de son élève John Maynard Keynes qui pensait que l'intervention massive de l'État était importante pour relancer l'activité économique en temps de crise, Marshall, ardent défenseur du « laisser faire, laisser passer », pensait que l'intervention de l'État n'était bénéfique que pour encourager les productions rentables et était contre-productive pour les activités en perte de vitesse qui ne devaient pas être soutenues inutilement.
Croyant aux vertus de la libre concurrence, il pensait que les entreprises devaient subir une sorte de sélection naturelle afin que seules subsistent celles qui étaient capables de s'adapter au marché. Pour réussir, alors qu'elles subissent la « loi des rendements non proportionnels », elles doivent être capables de dégager en priorité des « économies internes », d'augmenter leur production et d'accroître leur part de marché, avant de bénéficier d'apports externes. La disparition d'entreprises concurrentes leur permet de développer naturellement leur activité sur le marché.
On notera cependant que Marshall a évoqué de possibles défaillances du marché, abandonnant progressivement les hypothèses de concurrence pure et parfaite afin de s'intéresser et de raisonner en termes de concurrence imparfaite.

### Quelques autres idées
Il fut réticent devant l'importance croissante du pouvoir syndical qui, pour défendre les intérêts des ouvriers, menacent de bureaucratiser la société et d'entraver la libre-entreprise en imposant des réglementations sociales trop rigides.
En revanche, il était très favorable à la généralisation de la formation, afin de réduire le nombre d'ouvriers non qualifiés. Il pensait que seule la formation pouvait réellement améliorer leur bien-être par de meilleurs salaires et par une valorisation de leur position sociale.
Il est celui qui a introduit la notion du surplus dans la science économique.
Marshall développe l'équation de Cambridge, qui propose une alternative à la théorie quantitative de la monnaie .
L'utilisation des mathématiques est présente chez Marshall, quoique faible. Les mathématiques sont selon lui un outil pour comprendre les concepts et les mécanismes économiques, mais ne peuvent surpasser l’analyse littéraire. Elles servent à illustrer et doivent donc rester rudimentaires, devenant, autrement, vite illisibles. Mais surtout, l’économie n’est pas une science mécanique et selon lui se rapproche plus de la science de la vie, étant organique et suivant une dynamique historique. C’est ce qu’il rappelle dans la préface de la 4e édition des principes d'économie politique et dans le premier tome.

## Conclusion
Dans Les Principes de l'économie politique, il a défini la tâche de la science économique : « Nous devons étudier l'humanité telle qu'elle est. Nous ne devons pas construire un monde irréel, tel qu'il pourrait ou devrait être ». Pour lui, l'idéal était de bâtir une théorie qui rende fidèlement compte de cette réalité, si complexe et si réfractaire à toute réduction, qu'il est important que la science économique ne soit jamais une science figée par des dogmes et que toutes les critiques et doutes puissent s'exprimer, car de cette façon, ils seront salutaires.

## Citation
« L'Économie politique ou l'Économique est une étude de l'humanité dans l'activité ordinaire de la vie. Elle étudie ce qui, dans l'individu ou l'action sociale, est relié à la recherche et à l'utilisation des moyens matériels nécessités par le bien-être. »

## Publications
- The Economics of Industry, 1879, avec Mary Paley Marshall
- Principles of Economics, 1890. Ils ont été traduits en français en 1906 sous le terme de Principes d'économie politique ce qui, dans une perspective historique, peut poser problème car le livre constitue dans le monde anglo-saxon le moment du basculement entre les thèmes économie politique et économie.
- Industry and Trade, 1919.
- Money, Credit and Commerce, 1924.